# Joël Abati
Pour les articles homonymes, voir Abati.
Joël Abati, né le 25 avril 1970 à Fort-de-France (Martinique), est un ancien joueur français de handball. Il évoluait au poste d'arrière ou ailier droit. Avec l'équipe de France, il a notamment remporté les trois principales compétitions internationales : le championnat du monde 2001, le championnat d'Europe 2006 et les Jeux olympiques de 2008. En club, il a notamment joué 10 saisons en Allemagne au SC Magdebourg. Depuis sa retraite sportive en 2009, il se consacre à la politique et il a ainsi été élu au Conseil régional de Languedoc-Roussillon sur la liste de Georges Frêche en mars 2010.
Le 30 avril 2023, il entre dans le Hall of Fame du handball français.

## Biographie
Joël Abati commence le handball dans son île natale de la Martinique avec l'Espoir de Floréal (Fort-de-France). C'est lors de la finale pour le titre de champion de France de Nationale 3 en 1990 que Jean-Pierre Lepointe le remarque. Abati devient alors le premier Martiniquais senior à venir en Métropole pour jouer au handball. D'abord au Saint-Michel Sports qui évolue en Nationale 2, puis au Levallois Finances durant la saison 1991-1992. Il retrouve également Jean-Pierre Lepointe dans l'Équipe militaire de handball du bataillon de Joinville. Mais c'est à l'USM Gagny où il arrive en 1992 que Joël Abati va hausser son niveau de jeu. Sélectionné en équipe de France Espoirs puis en A', c'est le 22 novembre 1995 contre la Biélorussie qu'il connaît sa première sélection en Équipe de France, quelques mois après avoir rejoint l'US Créteil et après le titre Mondial remporté par les Barjots.

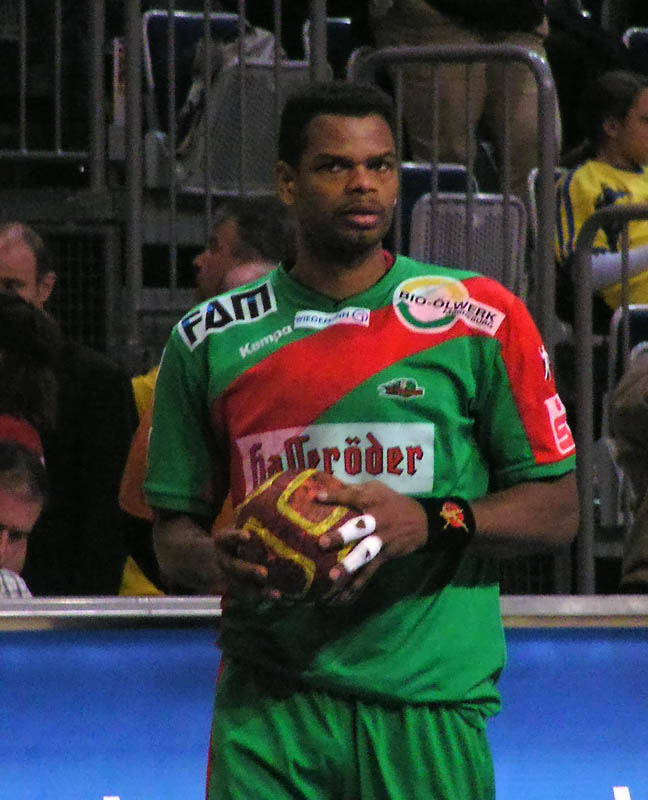
Joël Abati sous le maillot du SC Magdebourg

En 1997, il part pour l'Allemagne au SC Magdebourg, club où il évoluera avec Christian Gaudin et Guéric Kervadec, au plus haut niveau pendant 10 saisons. Il remporte ainsi la Ligue des champions en 2002, la Coupe de l'EHF à trois reprises (1999, 2001, 2007) et le championnat d'Allemagne en 2001. À ce titre, il est inscrit au Hall of Fame du club allemand en 2007
En 2007, à 37 ans, il retrouve le championnat de France et le Montpellier Agglomération Handball où, en l'espace de deux saisons, il remporte deux titres de champion de France, deux Coupes de France et une Coupe de la Ligue. En mai 2011, il fait une pige au SC DHfK Leipzig pour 2 matchs de barrage.
En 14 années de l'Équipe de France, il cumule 204 sélections et 585 buts marqués et remporte les trois principales compétitions internationales : le championnat du monde 2001 organisé en France, le championnat d'Europe 2006 et les Jeux olympiques de 2008 de Pékin. À la suite de son titre olympique, il est fait Chevalier de la Légion d'honneur. Après cette dernière victoire en forme d'apothéose, il annonce sa retraite internationale, mais, pour pallier la blessure de Didier Dinart au championnat du monde 2009, il est appelé par Claude Onesta pour participer à la demi-finale puis à la finale que la France remporte face au pays hôte, la Croatie. Surnommé "le Révérend" dans son équipe, Joël Abati est protestant plus particulièrement Adventiste du septième jour et ne s'en cache pas 
Depuis sa retraite sportive en 2009, la politique est son nouveau terrain de jeu. Le 21 mars 2010, il est ainsi élu questeur chargé de la jeunesse et des sports au Conseil régional de Languedoc-Roussillon sur la liste de Georges Frêche.
En 2009, il participe à la première édition d'un stage de handball à son nom avec Stages Academy. En 2018, la 10e édition propose jusqu'à 9 stages par an sur plusieurs villes en France.

## Palmarès

### Équipe nationale
Joël Abati connait sa première sélection le 22 novembre 1995 contre la Biélorussie. Portant le plus souvent le numéro 18, il a cumulé 204 sélections pour 585 buts marqués (dont 160 jet de 7 mètres). Son parcours en équipe de France est :
- 2 participations aux Jeux olympiques :
  - 5e place aux Jeux olympiques de 2004 d'Athènes en  Grèce
  -  Médaille d'or aux Jeux olympiques de 2008 de Pékin en  Chine
- 5 participations au Championnats du monde :
  -  Médaillé d'or au Championnat du monde 2001 en  France
  -  Médaille de bronze au Championnat du monde 2003 au  Portugal
  -  Médaille de bronze au Championnat du monde 2005 en  Tunisie
  - 4e place au  Championnat du monde 2007 en  Allemagne
  -  Médaillé d'or au Championnat du monde 2009 en  Croatie
- 4 participations au Championnats d'Europe :
  - 6e place au Championnat d'Europe 2002 en  Suède
  - 6e place au Championnat d'Europe 2004 en  Slovénie
  -  Médaille d'or au Championnat d'Europe 2006 en  Suisse
  -  Médaille de bronze au Championnat d'Europe 2008 en  Norvège

### Club
compétitions internationales 
- Vainqueur de la Ligue des champions (1) : 2002 (avec SC Magdebourg)
- Vainqueur de la Coupe de l'EHF (3) : 1999, 2001 et 2007 (avec SC Magdebourg) ; finaliste en 2005

 compétitions nationales 
- Vainqueur du Championnat d'Allemagne (1) : 2001 (avec SC Magdebourg)
- Vainqueur du Championnat de France (2) : 2008, 2009 (avec Montpellier AHB)
- Vainqueur de la Coupe de France (3) : 1997 (avec US Créteil), 2008, 2009 (avec Montpellier AHB)
- Vainqueur de la Coupe de la Ligue (1) : 2008 (avec Montpellier AHB)

## Distinctions
- Élu meilleur arrière droit du Championnat d'Allemagne (1) : 2004
- 2008 :  Chevalier de la Légion d'honneur[5]